# Kilo-
Kilo er et SI-præfiks, der kan anvendes på enhver SI-enhed og angiver størrelsen 1 000 gange. 
Kilo angives ved symbolet "k".
Kilo bruges også alene som synonym til kilogram og uformelt for 1000 kr..
I forbindelse med computere kan kilo- både betyde gange 1 000 og gange 1 024. Dette er uhensigtsmæssigt, men en følge af, at der længe ikke fandtes noget udtryk til at beskrive datamængden 1 024 byte (210), eller andre toerpotenser.
I 1998 blev præfikset kibi defineret til at angive størrelsen 1 024. For at adskille den fra kilo angives den "Ki", dvs. at 1 KiB er 1 024 byte og 1 kB er 1 000 byte. Se artiklen binært præfiks.